# Estação Hospital General
A Estação Hospital General é uma das estações do Metrô da Cidade do México, situada na Cidade do México, entre a Estação Niños Héroes e a Estação Centro Médico. Administrada pelo Sistema de Transporte Colectivo, faz parte da Linha 3.
Foi inaugurada em 20 de novembro de 1970. Localiza-se na Rua Dr. Pasteur. Atende o bairro Doctores, situado na demarcação territorial de Cuauhtémoc. A estação registrou um movimento de 8.449.620 passageiros em 2016.